# Convolvulus prostratus
Convolvulus prostratus är en vindeväxtart som beskrevs av Peter Forsskål. Convolvulus prostratus ingår i släktet vindor, och familjen vindeväxter.

## Underarter
Arten delas in i följande underarter:
- C. p. boissieri
- C. p. deserti